# Muschelminna

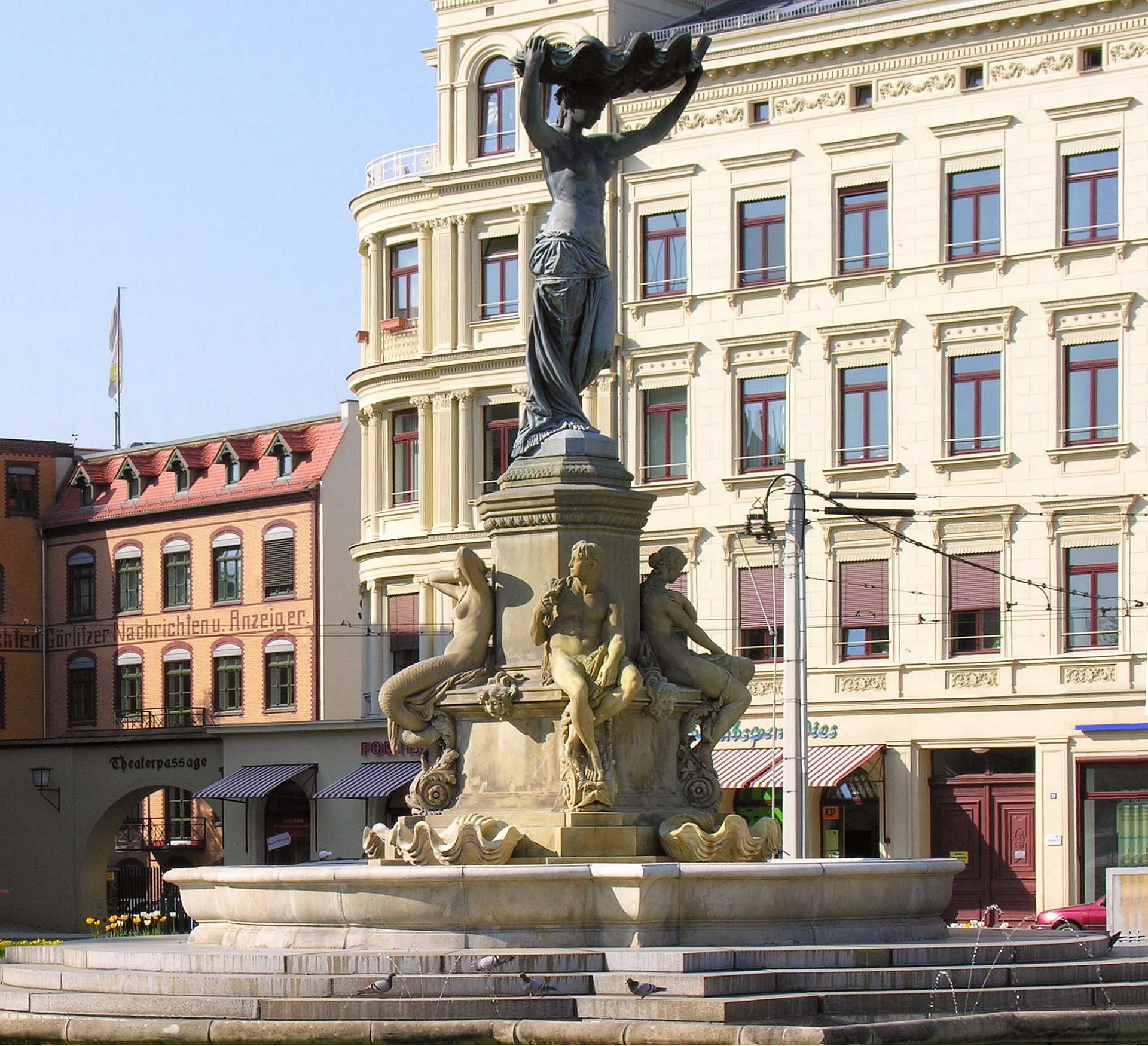
Muschelminna-Brunnen Süd-Ansicht, Nachbildung 1994 (Foto 2007)

Die Muschelminna, nach ihrem Architekten Robert Toberentz auch Toberentzbrunnen genannt, ist ein 1887 erbauter Brunnen auf dem Postplatz in der Stadt Görlitz. Der Name entstand aus dem Volksmund, der die auf dem Marmorsockel stehende Bronzestatue so bezeichnete. Die Statue wurde während des Zweiten Weltkriegs eingeschmolzen. Seit 1994 ist eine originalgetreue Nachbildung auf dem Brunnen zu sehen.

## Geschichte

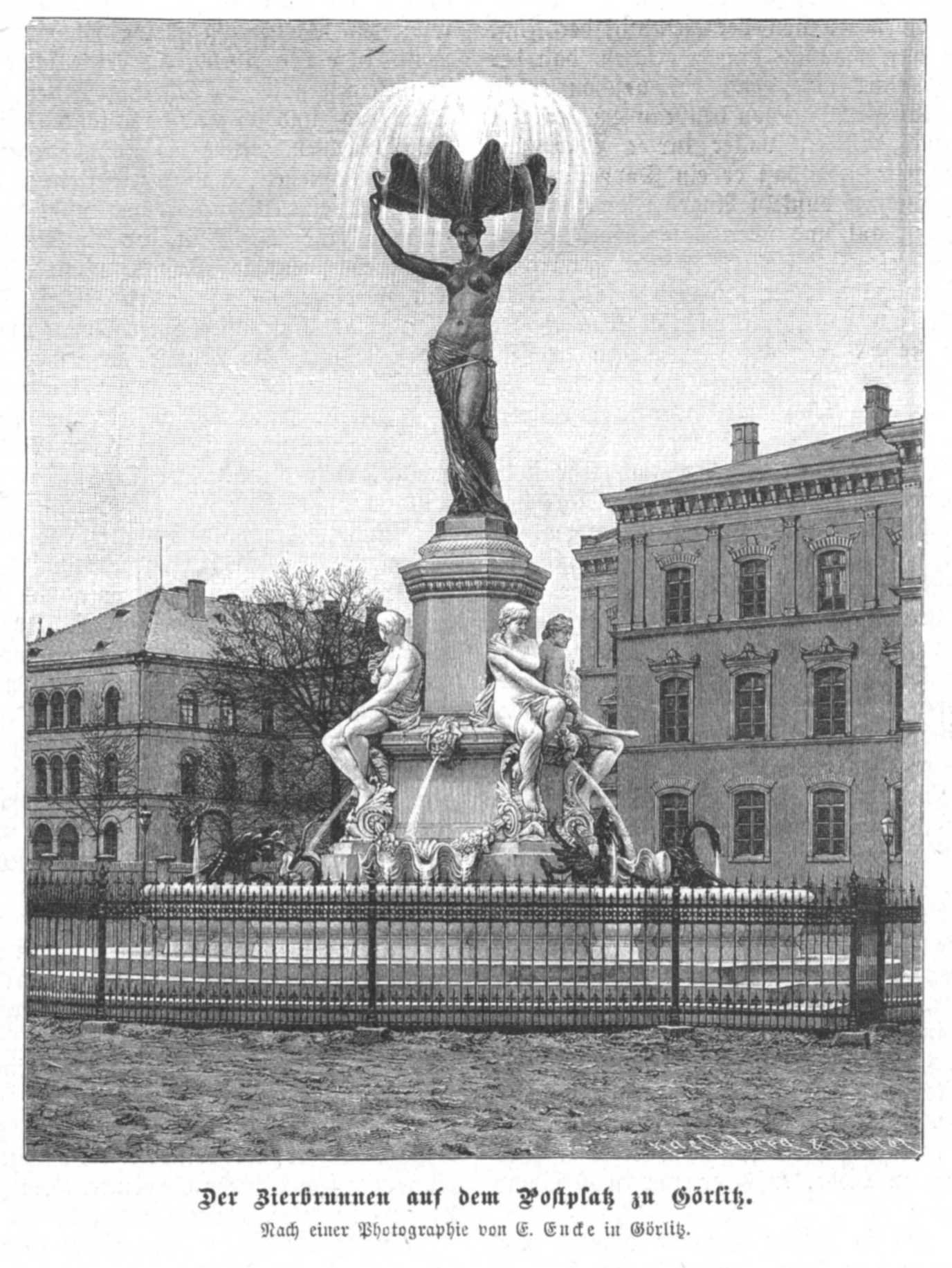
Originale Muschelminna im Jahr 1888

Das erste Postamt der Stadt Görlitz entstand 1855 auf dem alten Viehmarkt. Im Jahr 1865 wurde an der gegenüberliegenden Seite des nun so genannten Postplatzes der Neubau des Kreisgerichts erbaut. Der Platz zwischen den beiden Gebäuden wurde bepflanzt. Als der preußische Innenminister Robert Viktor von Puttkamer 1877 zu Besuch in der Stadt war, empfahl er, den Platz durch einen Kunstbrunnen aufzuwerten und damit attraktiver zu machen. Gemeinsam mit Oberbürgermeister Johannes Gobbin bemühte er sich darum, die dazu erforderlichen Mittel aufzubringen. 1878 genehmigte der preußische Kultusminister Adalbert Falk aus staatlichen Mitteln 75.000 Mark. Aus dem städtischen Haushalt wurden 30.000 Mark und durch Spenden weitere 15.000 Mark aufgebracht. 1885 bewilligte die preußische Regierung einen Zuschuss von 15.000 Mark, zu dem städtische Mittel in Höhe von 10.200 Mark kamen.
Die Stadt Görlitz schloss 1879 einen Vertrag mit dem Breslauer Bildhauer Robert Toberentz, der die Fertigstellung des Brunnens innerhalb der nächsten sechs Jahre vorsah. Nach Entwürfen und Modellen von Toberentz fertigte der Berliner Bildhauer Franz Ochs den Unterbau in Marmor an. Im Hüttenwerk Lauchhammer entstand die Bronzefigur, die auf den Marmorsockel montiert werden sollte. Erst am 12. November 1887, zwei Jahre später als vereinbart, wurde der Brunnen eingeweiht. Der amtierende Oberbürgermeister von Görlitz, Clemens Theodor Reichert, bezeichnete ihn dabei als „schönsten Brunnen in Schlesien“. Die Bronzefigur bekam im Volksmund den Namen Muschelminna, den sie bis heute trägt. Der Brunnen war ursprünglich von einem Gitterzaun umgeben. Nur zu besonderen Gelegenheiten durfte aus der Muschel der Statue Wasser fließen. Die empfindlichen Marmorfiguren hätten sonst auf Dauer durch das herab prasselnde Wasser beschädigt werden können.

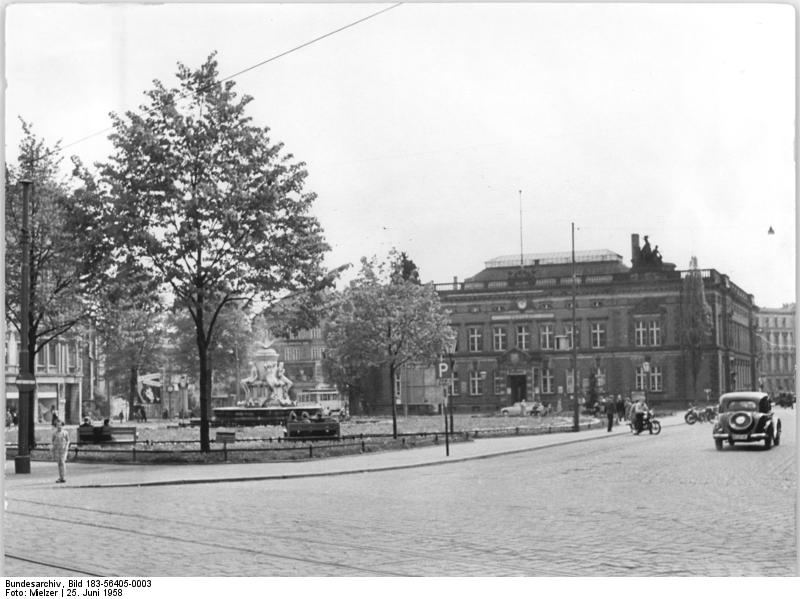
Der Platz der Befreiung im Jahr 1958. Auf dem Brunnensockel fehlt noch die Muschelminna

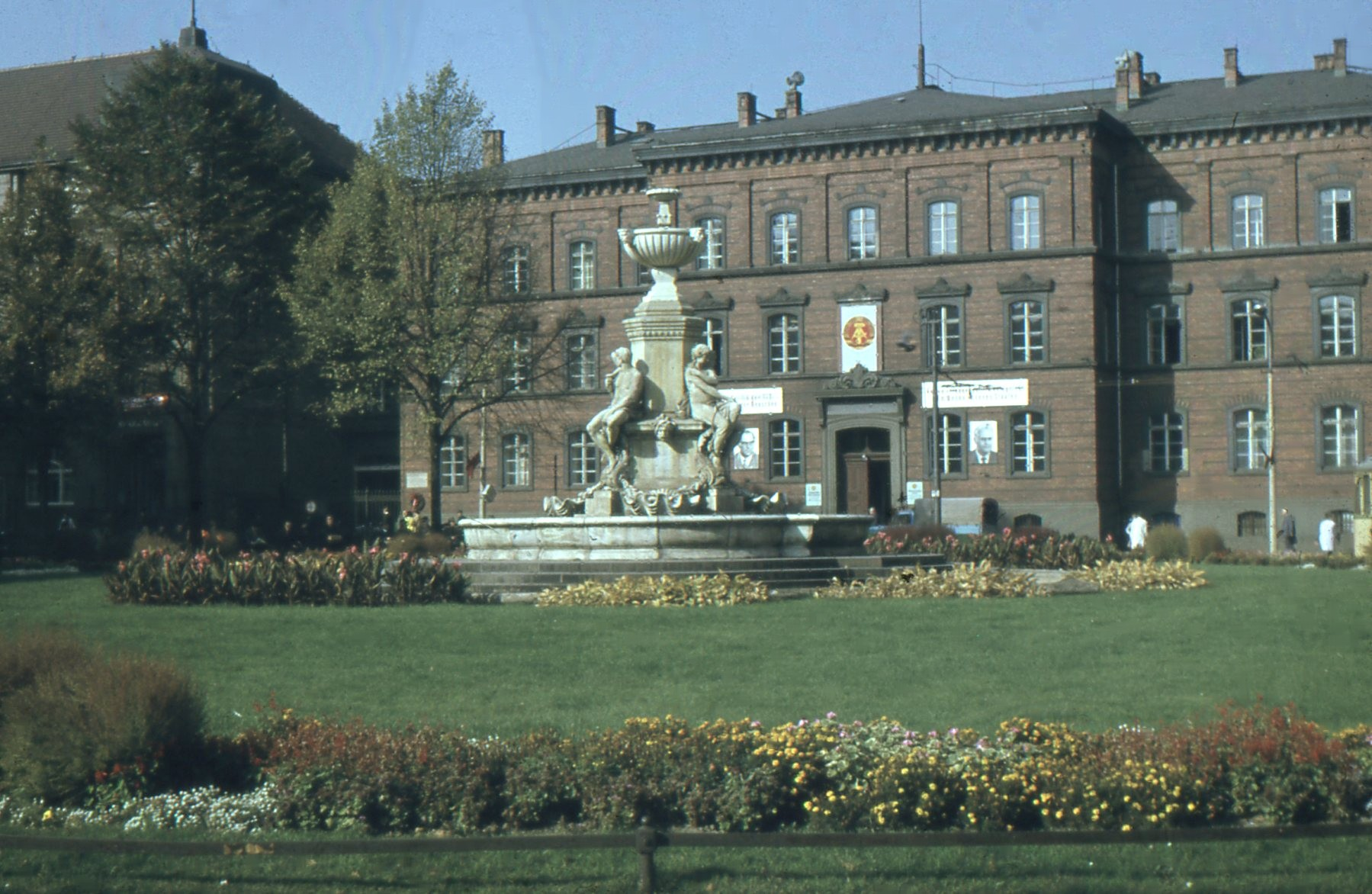
Die Marmorschale krönte den Brunnen zu DDR-Zeiten

1889 wurden vier sternförmig über den Platz zum Brunnen verlaufende Wege angelegt und der Brunnen wurde um ein Bassin erweitert. 1937 mussten diese Wege der neuen Straßenbahnlinie weichen. Ein Rasenoval umgab fortan den Brunnen. Im Sommer 1942 wurden die meisten Denkmäler und Kirchenglocken in Görlitz für Kriegszwecke eingeschmolzen. Dazu zählte auch die Bronzestatue des Brunnens, die am 15. Juli demontiert wurde. Der Dresdner Bildhauer Werner Hempel fertigte 1967 eine Marmorschale als neue Bekrönung der Bronzestatue des Brunnens.
Zu DDR-Zeiten wurde der Muschelminnasockel im Winter als Weihnachtspyramide dekoriert. In den Wirren der Wende gingen die im Waggonbau Görlitz entstandenen und von der Dekorationsabteilung der Stadthalle abgebauten Einzelteile dieser verloren.
Noch zu Zeiten der DDR bekam Friedemann Klos aus Dresden 1987 den Auftrag, nach historischen Bildvorlagen der ursprünglichen Muschelminna ein neues Gussmodell zu schaffen. Fünf Jahre dauerte es bis zur Erstellung des Tonmodells. Die 1,4 Tonnen schwere Statue wurde 1993 wiederum in Lauchhammer gegossen und am 1. Mai 1994 unter dem Beisein von etwa 500 Görlitzern und Gäste aufgestellt. Einer der Hauptsponsoren war die Firma Shell, deren Zeichen die Muschel ist. Seit 1996 wird an jedem ersten Maiwochenende das „Muschelminnafest“ veranstaltet.
Von 2007 bis Februar 2008 wurden Restaurierungsarbeiten an der Statue vorgenommen. Fachleute aus Leipzig befreiten sie von Kalkablagerungen und versahen sie mit einer Schutzwachsschicht.
Im Jahr 2009 wurde die Erstellung eines Sanierungskonzeptes für die Brunnenanlage und 2016 die Rekonstruktion eines Speers an einer Brunnenfigur aus den Mitteln der Altstadtmillion finanziert.

## Gestaltung
Der Brunnen besteht aus einem massiven Marmorsockel, der von vier Figuren reihum besetzt wird. Die vier Marmorfiguren galten als Fischer, Jäger, Nymphe und Nixe, wurden jedoch auch als Verkörperungen von Romantik, Nutzen, Veränderlichkeit und Kraft gedeutet. Auf diesem Sockel thront eine 3,44 m große bronzene Frauenfigur. Diese trägt eine wasserspendende Muschel über dem Kopf. Sie gilt als Verkörperung der Natur, derer sich die vier Marmorfiguren bedienen und stellt die römische Naturgöttin Flora dar. Zwischen den Figuren sind steinerne Satyrköpfe in das Brunnen-Ensemble als Wasserspeier  integriert, aus deren Mündern das Brunnenwasser fließt. Damals befanden sich im Becken kleine Schwäne aus Zinkguss, aus deren Schnäbeln ebenfalls Wasser heraus spritzte. Diese verschwanden im Zuge der zahlreichen Umbauten.

### Beleuchtung
Zur Advents- und Weihnachtszeit wird am Muschelminna-Sockel eine Beleuchtung angebracht. Die Kosten werden von einem Görlitzer Aktionsring vorfinanziert.